# Ngoro
Pour les articles homonymes, voir Ngoro (homonymie).
Ngoro est une commune du Cameroun située dans la région du Centre et le département du Mbam-et-Kim.

## Population
Lors du recensement de 2005, la commune comptait 13 892 habitants, dont 3 293 pour la ville de Ngoro.

## Organisation
Outre Ngoro et ses quartiers, la commune comprend les villages suivants :
- Angandjimbérété
- Bangara
- Bondo
- Egona II
- Kombé
- Koudjoungou
- Labo
- Massassa
- Mbengue
- Mounga
- Ndjamtsouroung
- Ndouké
- Ngamba
- Nyabidi
- Nyafianga
- Nyakengueng
- Nyamoko
- Nyamongo
- Nyandingui
- Nyassakounou
- Ondouano
- Séréré
- Yangafock I
- Yangafock II
- Yangafock III
- Yangba
- Yassem